# 레오베지우두 링스 다 가마 주니오르
레오베지우두 링스 다 가마 주니오르(포르투갈어: Leovegildo Lins da Gama Júnior, 1954년 6월 29일 ~ )는 흔히 주니오르(Júnior)라는 이름으로 알려져 있는 브라질의 전직 축구 선수로, 포지션은 레프트백, 중앙 미드필더였다.
주로 플라멩구(1974년~1984년, 1989년~1993년) 소속으로 출전했고 팀의 브라질 세리에 A 4회 우승(1980년, 1982년, 1983년, 1992년)과 코파 두 브라질 1회 우승(1990년), 코파 리베르타도레스 1회 우승(1981년), 인터콘티넨털컵 1회 우승(1981년), 캄페오나투 카리오카 6회 우승(1974년, 1978년, 1979년, 1979년(특별 대회), 1981년, 1991년)에 공헌했다. 1984년부터 1987년까지 이탈리아의 토리노 소속으로 뛰었고 1987년부터 1989년까지 페스카라 칼초 소속으로 뛰었다. 현역 은퇴 이후에는 플라멩구(1993년~1994년, 1997년)와 코린치안스(2003년)의 감독을 맡기도 했다.
1982년 FIFA 월드컵과 1986년 FIFA 월드컵에서 브라질 대표로 출전했으며 2004년 3월 펠레가 선정한 현존하는 축구 선수 목록인 FIFA 100에 선정되었다.

## 수상

### 플라멩구
- 브라질 전국 리그 : 1980, 1982, 1983, 1992
- 카리오카 주립 리그 : 1974, 1978, 1979, 1981, 1991
- 코파 두 브라실 : 1990
- 코파 리베르타도레스 : 1981
- 인터컨티넨탈컵 : 1981

### 토리노
- 미트로파 컵 : 1991

### 브라질
- 코파 아메리카 : 준우승 (1983)
- 비치 사커 챔피언십 : 1995, 1996, 1997, 1998, 1999, 2000
- 비치 사커 코파 아메리카 : 1994, 1995, 1996, 1997, 1998, 1999

### 개인
- 볼라 지 오우루[1] : 1992
- 볼라 지 프라타[2] : 1980, 1983, 1984, 1991, 1992
- 남아메리카 올해의 선수 3위 : 1981
- 남아메리카 올해의 팀 : 1992
- FIFA 월드컵 올스타팀 : 1982
- 세리에 A 올해의 선수[3] : 1985
- FIFA XI : 1982
- FIFA 100[4] : 2004
- 플라멩구 역대 최다 출전자 - 857경기
- 비치 사커 챔피언십 득점왕 : 1997, 1998, 1999, 2000
- 비치 사커 챔피언십 최우수 선수 : 1995, 1997, 1998, 2000
- 비치 사커 레전드 상 : 2019

1. ↑  브라질 올해의 선수
2. ↑  브라질 축구 올해의 팀
3. ↑  구에린 스포르티보 선정
4. ↑  펠레 선정